# أنسيلم فان هول
أنسيلم فان هول أو أنسيلموس فان هول (غنت، 1694/1674-1601)، كان رسامًا فلمنكيًا لصور البورتريه بشكل أساسي وكانت أعماله تحظى بتقدير كبير في البلاطات الأوروبية الشمالية. كان رسام البلاط لأمير أوراني وواحدًا من رسامي البورتريه القلائل الذين حضروا مفاوضات السلام من أجل معاهدة سلام مونستر في عام 1648. أسس فان هول سمعة دولية بعد أن نُقشت لوحات البورتريه التي رسمها لأعضاء وفود المعاهدة ونُشرت.

## حياته
عُمّد أنسيلم فان هول في كنيسة القديس بافو في غنت في 23 يوليو 1601. كان ابن «إيجيديوس فان هول». وربما كان تلميذًا لـ«غاسبر دو كرايه»، وهو رسام باروكي بارز من أنتويرب يعمل أساسًا في بروكسل. كان التدريب مع رسام بارز مثله مكلفًا نسبيًا. انحدر فان هول من عائلة ثرية تمتلك مختلف الأراضي والمدفوعات السنوية، والتي ورثها جزئيًا، وبالتالي استطاع تحمل تكلفة مثل هذا التدريب في حال حدوثه بالفعل.
أصبح فان هول أستاذًا في نقابة القديس لوقا في غنت في عام 1620. من المحتمل أنه قام برحلة إلى إيطاليا في عام 1631 لكنه عاد إلى غنت في العام نفسه. تزوج في 14 ديسمبر 1631 من ليفينا من ثوين. كان للزوجين أربعة أطفال، عُمّدوا جميعًا في كنيسة القديس بافو. من غير الواضح متى انتقل إلى الجمهورية الهولندية. أصبح رسام البلاط لأمين المدينة الهولندي «فريدريك هنري» أمير أوراني. رسم فان هول لوحات بورتريه مختلفة لأشخاص من سلالة أوراني. أرسله الأمير في عام 1645 أو 1646 إلى مونستر لرسم صور بورتريه للمندوبين الذين حضروا مفاوضات السلام من أجل معاهدة سلام مونستر. أسس فان هول ورشة عمل كبيرة في مونستر لرسم صور البورتريه ونسخها. من المحتمل أن الرسام الفلمنكي «جان- بابتيست فلوريس» كان في البداية موظفًا في ورشة عمل «فان هول» وبدأ في وقت لاحق بالعمل لحسابه الخاص عن طريق رسم بورتريه تعتمد في معظمها على أعمال فان هول. من المسجل أن فلوريس قد تلقى عمولة لرسم 34 لوحة بورتريه لمندوبي مجلس مدينة مونستر بسعر عشرة تالَر. كان فان هول عادة يتقاضى 10 دوكات (20 تالر) لكل نصف جسد علوي يرسمه بنفسه.
أنتجت ورشة عمل فان هول العديد من نسخ صور البورتريه للمندوبين والتي غالبًا ما أخذها المندوبون أنفسهم بالإضافة إلى المجالس المحلية للمدن في المنطقة حيث عُقدت محادثات السلام مثل مونستر وأوسنابروك. كان فان هول ناشطًا كتاجر فني أثناء إقامته في مونستر. وقد غادر مونستر لفترة من الوقت في عام 1647 لحضور مسألة تخص الميراث في عائلة زوجته.
بعد انتهاء مفاوضات السلام في مونستر، لحق فان هول المندوبين إلى نورمبرغ حيث عُقدت جلسات استخلاص المعلومات في عام 1649. توفي راعيه «فريدريك هنري» في ذلك العام. سافر إلى كاسل في عام 1650 وكان نشطًا في بلاط درسدن في عام 1651. ومن المحتمل أنه قد عمل أيضًا في بلاطات أخرى في المنطقة. منذ عام 1652 كان ناشطًا في فيينا حيث دخل في خدمة الإمبراطور فرديناند الثالث. منحه الإمبراطور لقب نبيل في 27 أغسطس 1652. أرسله الإمبراطور إلى قلعة غوتورف في عام 1653 لرسم صورة بورتريه لفريدريك الثالث، دوق هولشتاين-غوتورب. ثم عاد إلى فيينا.
يرتبط آخر سجل معروف عن فان هول بإدارته لملكية زوجته «ليفينا فان دين توين» (التي توفيت في 19 مارس 1673)، إذ حضر فان هول أمام كاتب عدل في غنت، مع ابنه بيتر.

## عمله
وُصف فان هول بأنه رسام لصور البورتريه واللوحات التاريخية. ولكن، لا تُنسب له سوى لوحات بورتريه فقط. تشمل لوحات البورتريه الخاصة به لوحات فردية، ولوحات عائلية، ولوحات تمثال نصفي، ولوحات فروسية. كان رسام صور بورتريه للنخبة.
وبصفته رسام البلاط لأمين المدينة الهولندي «فريدريك هنري» أمير أوراني، أنتج فان هول، من بين آخرين، سلسلة من لوحات الفروسية لأمناء المدينة الهولنديين بدءًا من «ويليام الصامت» وحتى «فريدريك هنري» نفسه. بقيت هذه الأعمال في المجموعة الملكية الهولندية وهي معروضة في القصر الملكي في أمستردام.
تعود قدرته على تأسيس شهرته الدولية بشكل أساسي إلى لوحات البورتريه التي رسمها لمندوبي مفاوضات السلام القادمين من أجل معاهدة سلام مونستر. لم تُصنع العديد من النسخ للّوحات وحسب، بل توزعت على نطاق واسع أيضًا من خلال نقشها بعد الرسم. كرسام بلاط لأمير أوراني، تمكن فان هول من الحصول على امتياز طباعة رسوماته في مارس 1648. كان لديه نسخ من رسوماته التي طبعها أبرز النقاشين في أنتويرب، مثل بولس بونتيوس، وكونراد واومانز، وكورنيليوس غال الأصغر، وبيتر دو جود الثاني، وماتيوس بوركنز. صُنعت النقوش على صفائح نحاسية بحجم 20x30 سم تقريبًا، وطُبعت على أوراق كبيرة التنسيق تصل أبعادها حتى 32x41 سم. تُظهر المطبوعات النصف العلوي من جسد المندوب في شكل بيضاوي يندرج فيه شعاره، وفوق رأسه شعار النبالة للكيان الذي يمثله المندوب في مفاوضات السلام، وتحته شعار النبالة لعائلة المندوب، وتحت هذا إطار مزخرف يضم ألقاب المندوب. يتجلى الإطار المعماري لكل بورتريه في شكل نقش ضريحي؛ ما يؤكد على أن الصورة قد صُنعت لتبقى للأجيال القادمة. كان المندوبون يوافقون على النسخة النهائية من الشعار، وشعار النبالة، والألقاب الموجودة على صورهم. تلقى فان هول مساعدة مالية من مدينة مونستر لمشروعه الطباعي.
في عام 1648، نشر دانييل ميدلير النسخة الأولى من المطبوعات في أنتويرب. تضمنت هذه الطبعة نحو 35 إلى 37 لوحة. بيعت النقوش بشكل فردي أيضًا، حتى يتمكن كل دبلوماسي من تجميع مجموعة شخصية من صور البورتريه وربطها بصفحة ألقاب مطبوعة بشكل خاص. ونتيجة ذلك، لا يوجد زوج متشابه في هذه المجموعات من حيث اختيار الجالسين وتسلسلهم. في عام 1648 أنتج فان هول 39 نقشًا، وفي عام 1649، 43 نقشًا آخر.
في السنوات اللاحقة، واصل فان هول صنع صور البورتريه للمشاركين في المفاوضات حول تطبيق سلام مونستر في نورمبرغ في عام 1649، وكرسام جوّال في مختلف البلاطات الألمانية الأميرية، وبرلمان ريغنسبورغ في 1654/1653 والانتخابات الامبريالية في فرانكفورت في 1658/1657. وفي النهاية، نمت مجموعته من لوحات البورتريه والصور المنقوشة إلى 132 لوحة. وقد صُنع العديد من النسخ المقرصنة منها من قبل الناشرين الهولنديين. صنع أيضًا ناشر ستراسبورغ، «بيتر أوبري»، سلسلة من 94 نقشًا مُعادًا، والتي ظهرت في 51/1650.
شهدت المجموعة ثلاث طبعات أخرى بعد وفاة فان هول في الفترة ما بين 1696 و1717 ولكن لم تُرقم أوراقها. ظهرت طبعة المطبوعات المؤرخة عام 1696 تحت عنوان جديد وتضمنت ما مجموعه 131 صورة بورتريه.  وكان عنوان طبعة عام 1717 «صور بورتريه للرجال المشهورين الذين عاشوا في القرن السابع عشر: كبار الزعماء، والأمراء، والسفراء، والمفوضون الذين شاركوا في مؤتمرات مونستر وأوسنابورك مع شعاراتهم وشعارات النبالة الخاصة بهم، المرسومة من الواقع من قبل أنسيلم فان هول الشهير رسام فريدريك هنري من ناسو، أمير أوراني، ومحفورة من قبل أقدر السادة».